# Чемпіонат Європи з боксу 1998
XXXII Чемпіонат Європи з боксу (чоловіків) відбувся 17 — 24 травня 1998 року в місті Мінськ у Білорусі.
Україну представляли: Олег Кирюхін, Володимир Сидоренко, Сергій Данильченко, Олександр Луценко, Ігор Сердюк, Сергій Зубко, Сергій Дзиндзирук, Олег Кудинов, Іван Куриленко, Володимир Одушко, Володимир Лазебник.

## Медалісти
| Категорія:                           | Золото:             | Срібло:              | Бронза:                              |
| Перша найлегша вага (до 48 кг)       | Сергій Казаков      | Іванас Стаповичюс    | Пал Лакатош Олег Кирюхін             |
| Найлегша вага (до 51 кг)             | Володимир Сидоренко | Ільфат Разяпов       | Вік Дарчинян Рамаз Ґазашвілі         |
| Легша вага (до 54 кг)                | Сергій Данильченко  | Мар'ян Александру    | Раїмкуль Малахбеков Рейдар Вальштад  |
| Напівлегка вага (до 57 кг)           | Рамаз Паліані       | Артем Симонян        | Саян Санчат Янош Надь                |
| Легка вага (до 60 кг)                | Кай Густе           | Коба Ґоґоладзе       | Тигран Узлян Артур Геворкян          |
| Перша напівсередня вага (до 63.5 кг) | Дорел Сіміон        | Нурхан Сулейман-огли | Дмитро Павлюченков Сергій Биковський |
| Напівсередня вага (до 67 кг)         | Олег Саїтов         | Сергій Дзиндзирук    | Мар'ян Сіміон Вадим Мязга            |
| Перша середня вага (до 71 кг)        | Фредерік Естер      | Аслан Ерджумент      | Крістофер Бессі Адріан Д'якону       |
| Середня вага (до 75 кг)              | Жолт Ердеї          | Браян Мегі           | Жан-Поль Менді Дмитро Стрельчинін    |
| Напівважка вага (до 81 кг)           | Олександр Лебзяк    | Кортні Фрай          | Томаш Адамек Клаудіо Ришко           |
| Важка вага (до 91 кг)                | Джакоббе Фрагомені  | Сергій Дичков        | Євген Макаренко Квамена Турксон      |
| Надважка вага (вище 91 кг)           | Олексій Лєзін       | Володимир Лазебнік   | Сінан Шаміль Сам Туфік Басісі        |

## Медальний залік
| Медальний залік |           |        |        |        |       |
| Місце           | Держава   | Золото | Срібло | Бронза | Разом |
| 1               | Росія     | 4      | 1      | 5      | 10    |
| 2               | Україна   | 2      | 2      | 1      | 5     |
| 3               | Туреччина | 1      | 2      | 1      | 4     |
| 4               | Румунія   | 1      | 1      | 2      | 4     |
| 5               | Угорщина  | 1      | 0      | 2      | 3     |
| 6               | Франція   | 1      | 0      | 1      | 2     |
| 7               | Німеччина | 1      | 0      | 0      | 1     |
| 7               | Італія    | 1      | 0      | 0      | 1     |
| 9               | Білорусь  | 0      | 1      | 2      | 3     |
| 9               | Вірменія  | 0      | 1      | 2      | 3     |
| 11              | Грузія    | 0      | 1      | 1      | 2     |
| 11              | Англія    | 0      | 1      | 1      | 2     |
| 13              | Ірландія  | 0      | 1      | 0      | 1     |
| 13              | Литва     | 0      | 1      | 0      | 1     |
| 15              | Греція    | 0      | 0      | 1      | 1     |
| 15              | Ізраїль   | 0      | 0      | 1      | 1     |
| 15              | Норвегія  | 0      | 0      | 1      | 1     |
| 15              | Польща    | 0      | 0      | 1      | 1     |
| 15              | Швеція    | 0      | 0      | 1      | 1     |
| Разом           | 19 держав | 12     | 12     | 24     | 48    |